# St.-Andreas-Kathedrale (Öskemen)

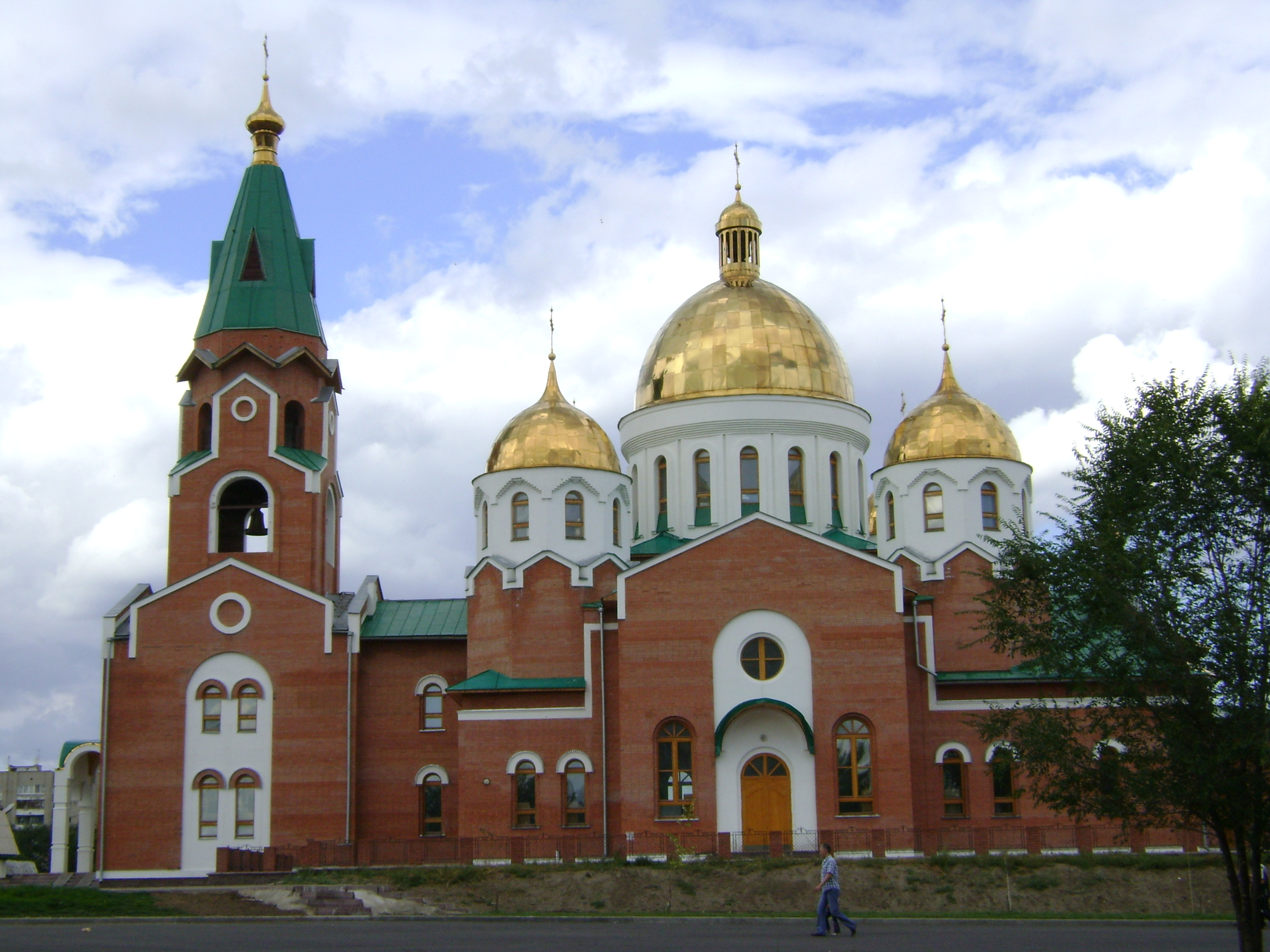
Die Dreifaltigkeitskirche

Die St.-Andreas-Kathedrale (russisch Собор Андрея Первозванного) ist eine russisch-orthodoxe Kathedrale in der Stadt Öskemen in Kasachstan. Sie wurde zwischen 2001 und 2007 vom Architekten Jurij Michajlowitsch Traschkow erbaut und hat Platz für ungefähr 2000 Personen.

## Geschichte
Der Bau der Kathedrale begann im Jahr 2001. Unterstützt wurde der Bau vom Bürgermeister der Stadt Öskemen und dem Gouverneur des Gebietes Ostkasachstan. Auch von mehreren Unternehmen der Region (unter anderem Kazzinc und Ulba) wurde Geld für die Errichtung einer neuen Kathedrale gespendet. Mit dem Bau der Kathedrale wurde der Architekt Jurij Michajlowitsch Traschkow beauftragt.
Am 6. August 2006 fand das erste Mal ein Gottesdienst im Gebäude statt; reguläre Gottesdienste werden seit Weihnachten 2008 gefeiert. Die Weihe der St.-Andreas-Kathedrale des Klosters der Heiligen Dreifaltigkeit erfolgte am 29. August 2008 durch den Metropoliten von Astana und Almaty.

## Architektur
Die Kathedrale ist in der typischen Form einer russisch-orthodoxen Kathedrale gebaut. Ein klassischer Zentralbau mit großer goldener Kuppel in der Mitte und vier weiteren kleinen goldenen Kuppeln auf den vier Ecken der Kathedrale. Über dem Eingang befindet sich ein Glockenturm mit grünem Dach. Die weiß-goldene Ikonostase stammt von Handwerkern aus dem russischen Wolgodonsk.